# Comtesse de Cassagne
'Comtesse de Cassagne' est un cultivar de rosier hybride de thé obtenu par le rosiériste français Pierre Guillot et que sa veuve commercialise en 1919,.

## Description
'Comtesse de Cassagne' est une rose moderne de jardin du groupe hybrides de thé. Son buisson peut s'élever jusqu'à 1,50 de hauteur  et s'étendre à 90 cm de largeur. Ses feuilles sont vert clair et semi brillantes. Ses fleurs doubles diploïdes très parfumées sont d'une couleur rose délicate avec un fin reflet jaune pâle ; elles mesurent 4,5" de diamètre et présentent 26 à 30 pétales. La floraison maximale a lieu à la fin du printemps avec des remontées dispersées par la suite,.

## Culture
C'est une fleur qui tolère la mi-ombre, mais qui se sent mieux au soleil. Trop d'humidité risque de lui donner la maladie des taches noires. Sa zone de rusticité est de 6b à 9b,. 
Elle est parfaite pour les jardins ou les fleurs coupées. Avant le printemps, il faut couper les branches mortes ou malades. Dans les zones à climat méditerranéen, il faut couper le buisson d'un tiers à la fin de l'hiver ; en climat froid il faut protéger le pied.